# جسر سنغي ساهبور
جسر سنغي ساهبور (بالفارسية: پل سنگی شاهپور) هو جسر تاريخي يعود إلى عصر السلالة الصفوية والدولة البهلوية، ويقع في مقاطعة سوادكوه.